# 湯の沢温泉
湯の沢温泉（ゆのさわおんせん）は、山形県米沢市関根地内にある温泉。米沢八湯の一つで一軒宿の時の宿すみれは「温泉米沢八湯会」に加盟している。

## 泉質および効能
泉質は単純温泉、主な効能は外傷、皮膚病、リウマチ・神経病等である。

## 温泉街
黄木コーポレーションが運営する一軒宿の「時の宿すみれ」（総客室数10室、洋室）がある。所在地は山形県米沢市関根12703-4である。

## アクセス
- 東北中央自動車道 米沢八幡原ICより車で約10分。
- JR米沢駅より南東へ約7 km（車で約15分、送迎あり）。